# Heterostegane eridata
Heterostegane eridata là một loài bướm đêm trong họ Geometridae.